# Una nave in una foresta dal vivo
Una nave in una foresta dal vivo è il terzo album dal vivo del gruppo musicale italiano Subsonica pubblicato il 30 giugno 2015.

## Il disco
Registrato in occasione del tour In una foresta Tour iniziato nell'autunno 2014 nei palazzetti italiani e poi successivamente proseguito nell'estate 2015.
É composto da un CD con le tracce dell'omonimo album suonate dal vivo e un DVD contenente l'intera esibizione al Mediolanum Forum di Assago del 1º dicembre 2014 (dal filmato integrale del concerto sono state tagliate Discolabirinto e Perfezione, brani effettivamente eseguiti durante il tour).

## CD
1. Intro in una foresta - 2:24
2. Una nave in una foresta - 5:37
3. Tra le labbra - 4:12
4. Lazzaro - 4:17
5. Attacca il panico - 3:37
6. Di domenica - 5:36
7. I cerchi degli alberi - 4:18
8. Specchio (Live from London) - 3:44
9. Ritmo Abarth - 5:26
10. Licantropia (Acoustic Remix) - 3:25
11. Il terzo paradiso - 6:27

## DVD
1. Una nave in una foresta - (Samuel Romano, Max Casacci)
2. Tra le labbra - (Max Casacci)
3. Lazzaro - (musica: Samuel Romano, Davide Dileo - testo: Max Casacci, Samuel Romano)
4. Attacca il panico - (musica: Davide Dileo - testo: Samuel Romano, Max Casacci)
5. Il cielo su Torino - (musica: Max Casacci - testo: Max Casacci, Luca Ragagnin)
6. La glaciazione - (musica: Max Casacci, Davide Dileo - testo: Max Casacci)
7. Nuvole rapide - (musica: Davide Dileo - testo: Max Casacci, Samuel Romano)
8. Nuova ossessione - (musica: Davide Dileo - testo: Max Casacci)
9. Up patriots to arms - (Franco Battiato)
10. Di domenica - (musica: Davide Dileo - testo: Samuel Romano, Max Casacci)
11. I cerchi degli alberi - (musica: Max Casacci, Davide Dileo - testo: Max Casacci)
12. Il terzo paradiso - (musica: Max Casacci, Davide Dileo - testo: Max Casacci, Michelangelo Pistoletto)
13. Istrice - (musica: Davide Dileo - testo: Max Casacci)
14. Strade - (musica: Davide Dileo, Samuel Romano - testo: Samuel Romano, Max Casacci)
15. Veleno - (musica: Davide Dileo - testo: Max Casacci)
16. Aurora sogna - (Max Casacci)
17. Ritmo Abarth - (musica: Davide Dileo, Max Casacci - testo: Samuel Romano, Max Casacci)
18. Liberi tutti - (musica: Max Casacci - testo: Max Casacci, Samuel Romano)
19. Il diluvio - (musica: Samuel Romano, Max Casacci, Enrico Matta - testo: Max Casacci, Samuel Romano)
20. Benzina Ogoshi - (musica: Davide Dileo - testo: Subsonica)
21. L'odore - (musica: Max Casacci, Samuel Romano - testo: Samuel Romano, Luca Ragagnin, Max Casacci)
22. Tutti i miei sbagli - (musica: Max Casacci, Davide Dileo - testo: Max Casacci, Samuel Romano)

## Classifiche
| Classifica (2015) | Posizione massima |
| ----------------- | ----------------- |
| Italia            | 15                |